# I Didn’t Know
A I Didn’t Know (magyarul: Nem tudtam) a török Serhat dala, mellyel San Marinót képviselte a 2016-os Eurovíziós Dalfesztiválon, Stockholmban. A dal belső kiválasztás során nyerte el az eurovíziós indulás jogát, és 2016. március 9-én mutatták be nyilvánosan, majd március 21-én úgy döntöttek, hogy a dalnak a diszkó változatával fognak indulni a versenyen.

## Eurovíziós Dalfesztivál
A dalt az Eurovíziós Dalfesztiválon a május 10-i első elődöntőben adta elő, fellépési sorrendben nyolcadikként az Örményországot képviselő Iveta Mukuchyan LoveWave című dala után, és az Oroszországot képviselő Sergey Lazarev You Are the Only One című dala előtt. Az elődöntőben a tizenkettedik helyen végzett, így nem jutott tovább a május 14-i döntőbe.
A következő San Marinó-i induló Valentina Monetta és Jimmie Wilson Spirit of the Night című dala volt a 2017-es Eurovíziós Dalfesztiválon.